# Ronja Eibl
Ronja Eibl, née le 30 août 1999 à Balingen, est une coureuse cycliste allemande spécialiste de VTT cross-country.

## Palmarès en VTT

### Jeux olympiques
- Tokyo 2020
  - 19e du cross-country

### Championnats du monde
- Lenzerheide 2018
  -  Médaillée d'argent du relais mixte
  - 4e du cross-country espoirs
- Val di Sole 2021
  -  Médaillée de bronze du relais mixte
  - 6e du cross-country espoirs

### Coupe du monde
- Coupe du monde de cross-country moins de 23 ans (1)
  - 2018 : 9e du classement général[1]
  - 2019 : 1re du classement général, vainqueur de 3 manches

- Coupe du monde de cross-country
  - 2021 : 19e du classement général
  - 2022 : 67e du classement général
  - 2024 : 31e du classement général

- Coupe du monde de cross-country short track
  - 2022 : 47e du classement général
  - 2024 : 43e du classement général

### Championnats d'Europe
- Novi Sad 2021
  -  Médaillée de bronze du relais mixte
  -  Médaillée de bronze du cross-country espoirs

### Championnat d'Allemagne
- 2018
  -  Championne d'Allemagne de cross-country espoirs
- 2019
  -  Championne d'Allemagne de cross-country espoirs
- 2021
  - 2e  du cross-country